# براد لويس
براد لويس (بالإنجليزية: Brad Lewis)‏ هو منتج أفلام أمريكي، ولد في 29 أبريل 1958 في ساكرامنتو في الولايات المتحدة.

## وصلات خارجية
- براد لويس على موقع IMDb (الإنجليزية)
- براد لويس على موقع بوكس أوفيس موجو (الإنجليزية)
- براد لويس على موقع قاعدة بيانات الفيلم (الإنجليزية)